# Sylvester Terkay
Sylvester Matthew Terkay (Washington, 4 dicembre 1970) è un wrestler statunitense noto per i suoi trascorsi in WWE.

## Biografia

### WWE

#### SmackDown!eECW(2006–2007)
Dopo essersi allenato nella Ohio Valley Wrestling, Terkay debutta a SmackDown! con la gimmick heel di un atleta di MMA, affiancato da Elijah Burke nelle vesti di cornerman; il suo primo incontro avviene il 28 giugno del 2006 quando sconfigge Matt Hardy. Nelle settimane successive, sempre a SmackDown!, Terkay si libera molto facilmente di diversi jobber e, in svariate occasioni, aiuta il socio Burke a vincere diversi incontri, come il 20 ottobre quando Burke sconfigge Vito proprio grazie all'intervento scorretto di Terkay. Successivamente il duo Terkay-Burke viene inserito nel roster ECW appena creato e il loro debutto avviene il 7 novembre. Riescono a dominare nella categoria tag team di quel roster ma la loro striscia di imbattibilità viene interrotta dagli Hardy Boyz (Jeff Hardy e Matt Hardy). Il 3 dicembre a December to Dismember Terkay e Burke sconfiggono facilmente gli F.B.I. (Little Guido e Tony Mamaluke). Dopo di ciò, fino alla fine del 2006, Terkay rimase sempre affiliato a Burke e risultando di fatti imbattuto nella competizione singola, fino a quando, il 18 gennaio 2007, il contratto di Terkay non scade, venendo costretto a lasciare la compagnia.

### Giappone (2010–2012)
Dopo la sua esperienza in WWE, Terkay torna in Giappone nella Inoki Genome Federation (IGF) e alla Pro Wrestling Zero1 combattendo con il suo vecchio ringname The Predator.

## Personaggio

### Mosse finali
- Come Sylvester Terkay
  - Big Bear Block (Overhead keylock)
  - Face Paver (Reverse chokeslam facebuster)
  - Muscle Buster
- Come The Predator
  - Muscle Buster
  - Running jumping knee drop

### Soprannomi
- "The Man Bear"

### Manager
- Elijah Burke
- Kenny Bolin

## Titoli e riconoscimenti

### Boxing
- National Collegiate Athletic Association
  - Boxing Champion (5)
  - NAC Boxing Champion (2)

### Wrestling amatoriale
- National Collegiate Athletic Association
  - All American-NC State Champion (3)
  - 1993 NCAA Champion-NC State
  - National Heavyweight Championship (4)
  - AAU Wrestling Championship (3)
  - JUCO National Championship (1)
  - Big East Championship (2)

### Wrestling professionistico
- Hardcore Wrestling Association
  - HWA Heavyweight Championship (1)
- Pro Wrestling Zero1
  - Zero-One United States Heavyweight Championship (2)
- Ultimate Pro Wrestling
  - UPW Heavyweight Championship (1)